# 무트바흐-벨베데레역
무트바흐-벨베데레역(알레만 독일어: Haltestelle Muttbach-Belvédère)은 스위스 발레주에 있는 푸르카 정상 터널의 서쪽 입구에 있는 미터궤 철도 여객 시설이다.
스위스 독일어 방언에서 Haltestelle라는 표현은 일반적으로 예정된 열차가 정차, 출발 또는 종료할 수 있는 지점이나 스위치가 없는 철도 시설을 나타낸다. 무트바흐-벨베데레는 엄밀히 말하면 그런 종류의 시설이 아니다. 왜냐하면 실제로 교차 루프이기 때문에 각 끝에 지점이나 스위치가 있다. 그럼에도 불구하고 Haltestelle이라는 단어는 그것을 설명하는 데 가장 자주 사용되는 표현이다. 아마도 그러한 기본적인 시설에 대해 Haltestelle이 Bahnhof 보다 더 적절해 보이기 때문일 것이다.
1926년과 1981년 사이에 무트바흐-벨베데레는 푸르카 오버알프 철도(FO)의 일부를 형성했다. FO가 위치한 FO의 일부는 1982년에 푸르카 베이스 터널로 대체 되었다. 2000년에 다시 문을 연 이후 무트바흐-벨베데레는 유산 철도인 푸르카 증기 철도(Dampfbahn Furka- Bergstrecke, 약칭 DFB)가 소유하고, 운행했다.

## 역사
무트바흐-벨베데레는 글레치와 레알프 사이의 FO 부분이 열리면서 1926년에 열렸다. 그것은 훌륭하고 환경적으로 중요한 위치에 있으며, 정상 터널에서 발굴된 자재 위에 건설되었다.
이름의 첫 번째 부분인 ‘무트바흐’는 무트 빙하에서 배수되는 인접 하천의 이름이기도 하다. 이름의 나머지 부분인 ‘벨베데르’는 론 빙하 위의 푸르카 고개 근처에 위치한 잘 알려진 호텔과 전망대를 의미한다. (제임스 본드 영화 〈007 골드핑거의〉 일부는 벨베데레 호텔과 레알프 고개의 작은 능선 부분 사이에서 촬영되었다.)
1926년과 1981년 사이에 무트바흐-벨베데레는 FO가 소유하고 운영했으며, 이 FO는 발레주의 브리크, 우리주의 안데르마트, 괴세넨, 및 그라우뷘덴주의 디젠티스/무쉬테를 연결한다. 1982년 무트바흐-벨베데레를 포함하여 발레주의 오버발트와 우리주의 레알프 사이의 FO의 원래 부분은 당시 새로운 푸르카 베이스 터널을 통과하는 FO 라인으로 대체되었다. FO 라인의 대체된 부분은 폐기되었다.
1992년 7월 11일부터 FO 라인의 버려진 부분이 DFB가 운영하는 유산 철도로서 레알프에서 점진적으로 재개통되었다. 2000년 7월 14일, DFB는 당시 임시 터미널인 푸르카에서 정상 터널과 무트바흐-벨베데레를 거쳐 글레치까지 확장되었으며 동시에 재개통되었다.
무트바흐-벨베데레의 서쪽 바로 옆에서 DFB 라인을 운행하는 서쪽 방향 열차는 Abt 랙 레일 시스템의 도움으로 글레치 방향으로 11.8% 하강을 시작한다.

## 같이 보기
- 푸르카역
- 글레치역
- 푸르카 정상 터널
- 푸르카 베이스 터널